# Потоп (рат)
Термин Потоп ( пољ. potop szwedzki, литв. švedų tvanas ) означава низ кампања средином 17. века у пољско-литванској заједници . У ширем смислу односи се на период између Хмељницковог устанка 1648. и мира у Андрусовову 1667. године, чиме су обухваћена пољска позоришта руско-пољског и другог северног рата . У строжем смислу, термин се односи на шведску инвазију и окупацију Заједнице као позориште само Другог северног рата (1655–1660); У Пољској и Литванији овај период се назива шведски потоп ( пољ. potop szwedzki   , швед. Svenska syndafloden    ), или ређе руско-шведски потоп ( пољ. Potop szwedzko-rosyjski    )    због руско-пољског рата . Израз потопа (или потоп на пољском) популаризовао је Хенрик Сјенкјевич у свом роману Потоп (1886).
Током ратова, Заједница је изгубила око трећине свог становништва, као и свој статус велике силе због инвазија од стране Шведске и Русије. Према професору Андреју Ротермунду, управитељу Краљевског дворца у Варшави, уништење Пољске у потопу било је обимније од уништења земље у Другом светском рату. Ротермунд тврди да су шведски окупатори опљачкали Заједницу њених најважнијих богатстава, а већина украдених предмета никада се није вратила у Пољску. Варшаву, главни град пољско-литванске Заједнице, Швеђани су у потпуности уништили, а од прератног становништва од 20.000, само 2.000 је остало у граду после рата. Према пољским проценама за 2012. годину, финансијски губици Пољске процењују се на 4 милијарде злота . Шведски и руски окупатори потпуно су уништили 188 градова и места, 81 дворац и 136 цркава у Пољској.

## Историјска позадина
Године 1648. Бохдан Хмељницки водио је народни устанак Запорошких козака и украјинских сељака незадовољних влашћу пољских и литванских магната . Иако је почетна фаза побуне окончана (након дужег уништења) у бици код Берестечка (1651), она је довела у фокус ривалство Русије и Заједнице због хегемоније над Украјином и над источнословенским земљама уопште. Тако је у октобру 1653. руски Земски Собор објавио рат Заједници, а у јуну 1654. године руски цар Алексије напао је источну половину Пољске и Литваније, започињући Руско-пољски рат 1654–67 . У лето 1654. Руси су успели да заузму најважније градове и упоришта данашње Белорусије . Смоленск је заробљен након опсаде 3. октобра 1654. Шведска империја, која је технички већ била у рату са Заједницом (споразум о прекиду ватре постојао је од 1629. године и продужен са 1635.-61.), напала је јула 1655. и заузела преосталу половину земље.

## Шведска инвазија

### Позадина
Након Тридесетогодишњег рата, Шведско царство постало је једна од најјачих нација на континенту. Имала је велику војску, али мало новца да плати своје војнике. Пољско-литванска Заједница, ослабљена ратовима са Козацима и Руским царством, чинила се као лак плен, такође зато што су њени најбољи војници били масакрирани у бици код Батога 1652. године . Даље, Швеђани су се сетили тврдњи да су им престо пољски краљеви Сигисмунд III Васа и његови синови Владислав IV Васа и Јован II Казимир, који су и сами припадали Дому Васа . Ранији сукоб, пољско-шведски рат (1626–29) завршио се споразумом из Стумсдорфа .
Пољско-литванском краљу Јовану II Казимиру (владао 1648.-68.) Недостајало је подршке племства Заједнице ( шљахта ) због његових симпатија с апсолутистичком Аустријом и отвореног презира према " сарматистичкој " култури племства. Раније, 1643, Јован Казимир је постао члан језуита и добио је кардиналски наслов. Ипак, у децембру 1646. вратио се у Пољску и у октобру 1647. поднио оставку на функцију кардинала како би се кандидовао за изборе на пољском престолу, након смрти његовог брата Владислава IV Васа . Краљ је постао 1648. године. Међутим, неко племство подржало је Карла Густава (краља Шведске од 1654. до 1660. и рођака Ивана Цасимира) за пољско-литвански престо. Многи припадници пољског племства сматрали су Јована Казимира слабим краљем или "језуитским краљем"; Велики благајник Богуслав Лецзински, протестант, и заменик канцелара круне Хероним Раџијовски, стари непријатељ пољског краља који је био прогнан у Шведску, охрабрили су Карла Густава да затражи пољску круну. Двојица литванских племића, Јануз Раџиви и Богуслав Раџиви, увели су несклад у Заједници и започели преговоре са шведским краљем Карлом X Густавом који су имали за циљ разбијање Заједнице и пољско-литванске уније . Они су потписали Кединајски уговор (1655), којим је предвиђено да кнезови Раџивиљ управљају над два војводства, исклесана из Великог војводства Литваније под шведском заштитом. 

## Други сукоби
Потоп је био врхунац низа ратова који су се догодили у Пољској - Литванији средином 17. века. Заједницу је први пут погодио Хмељнички устанак, који је започео 1648, а погодио је југоисточне покрајине земље. У последњим фазама устанка, Руси су 1654. извршили инвазију на Пољску и Литванију, досегнувши се западније од реке Висле у близини Пулавја . Заједница се такође борила са снагама из Трансилваније и Бранденбург-Прусије, али Пруско војводство је и формално признато од стране пољске и добија признање своје независности изван пољске државе ( Вехлаушки уговор, 1657). Татари Кримског ханата и Ногајске Хорде вршили су скоро годишње походе робова на територије које контролише Заједница. У свим тим другим инвазијама, само су руски окупатори нанели Швеђанима најсличнију штету, због руских рација, разарања и брзог упада који је осакатио пољску индустрију. 
Са уговором из Хадијаха 16. септембра 1658, пољска Круна ојачала је Козаке и Русине позицијама подједнаким онима из Пољске и Литваније и пољско-литванске уније, а заправо је претворио Државну заједницу Пољске и Литваније у Пољско-Литванску-Рутенску заједницу (пољски: Рзецзпосполита Тројга Народов, "Заједница три нације"). Подржан од стране козака Хетман Иван Виховски и старшина, уговором чији је циљ да се промени лице Источне Европе. Међутим, његови услови никада нису ступили на снагу: Русија је одбила да призна Хадијах и задржала је своја потраживања према Украјини . Руско-пољски рат (1654–67) окончан је Андрусовским уговором од 13. јануара 1667. (Пољска-Литванија профитирали од турске учешћа у руско-турском рату (1676—81), због отоманске везе са Крима . Мировно решење Москви је дало контролу над такозваном Левом Украјином (лево од реке Дњепар), при чему је Заједница задржала Десну Украјине (десно од Дњепра). Док је у почетку споразум предвиђао да ће Русија вратити Леву Украјину у Заједницу за двадесет година, подјела је постала трајна Уговором о вјечном миру из 1686. године .
Потоп је окончао еру пољске верске толеранције: претежно некатолички окупатори антагонизирали су углавном католичке Пољаке. Протјеривање протестантске пољске браће из Пољске 1658. године примјер је све веће нетрпељивости. Током потопа, хиљаде пољских Јевреја такође су постали жртве насиља које су извршили Запорожачке козаке.

## Уништавање Заједнице
Шведска инвазија погодила је најбогатије покрајине Пољско-Литванске Заједнице ( Велика Пољска, Малопољска, Мазовија, Померелија, Кујави, Подласје ), које већим делом нису биле погођене великим ратовима током 200 година. Према речима професора Андреја Ротермунда, управитеља Краљевског замка у Варшави, шведска војска је опљачкала Пољску њену најдрагоценију робу - хиљаде уметничких дела, књига и драгоцености. Већина ових предмета никада није враћена у Пољску, а чувају се и у приватним шведским рукама иу музејима у Стокхолму, попут Музеја шведске војске и Ливрусткаммарен. Скоро сви градови, градови, дворци и цркве на локацијама где су биле стациониране шведске трупе су уништени, а у водичима по многим пољским градовима и градовима можете пронаћи белешке које гласе „објект уништен током шведске инвазије“. Из Краљевског дворца у Варшави Швеђани су украли око 200 слика, више тепиха и турских шатора, музичких инструмената, намештаја, кинеског порцулана, оружја, књига, рукописа, мермера, чак и хаљина собарица и оквира врата повучених са зидова. У међувремену, руски окупатори на Истоку су такође уништили и оштетили већи део инфраструктуре источног дела, делом и због тешког плодног развоја пољопривредних добара.
Хубер Ковалски са Института за археологију Универзитета у Варшави каже да су Швеђани украли све на шта су могли да ставе руке - прозоре, степенице, димњаке, скулптуре, подове, врата и капије. Већина робе утоварена је у чамце и превођена дуж Висле до Балтичког мора, а потом у Шведску. У новембру 2011. археолози Универзитета у Варшави пронашли су око 70 предмета (укупне тежине пет тона), који вероватно потичу из Варшавског краљевског замка. Они су потонули у Вислу док су били превезени у Шведску. Иако је у члану 9. Оливског уговора наведено да Шведска треба да врати сву украдену робу, сви се предмети и даље чувају у Стокхолму и другим шведским локацијама. Неколико пољских краљева (Јован II Казимир, Јан III Собјески и Станислав II Август) послали су службене мисије у Шведску, али без успеха. У већини ситуација шведске власти су тврдиле да не знају где је украдена роба. Године 1911. Краковска академија наука послала је сопствену мисију, коју су сачињавали познати професори Евгеније Барвински, Лудвик Биркенмајер и Јан Лос. У Стокхолму и Упсали пронашли су 205 рукописа и 168 ретких пољских књига, који су у својим извештајима описали своје оснивачке записе. 2002. године Варшавски краљевски дворац организовао је изложбу "Орао и три круне", на којој су представљени многи предмети украдени из Пољске и чувани у шведским музејима. Након потопа, Заједница је постала "културна пустиња". Пољска и Литванија изгубиле су 67 библиотека и 17 архива. Од свих већих градова у земљи, само Лавов и Гдаљск нису уништени, а када шведски војници нису могли украсти предмет, уништили су га или спалили. У рушевинама су били дворци, палаче, цркве, опатије, градови и села. Као резултат шведске инвазије, у Пољској је остало неколико предбарокних грађевина.

### Утицај на судбину Заједнице
Један од најистакнутијих ефеката разорног потока било је накнадно слабљење пољског међународног положаја. Док је Шведска највише уништила, Русија је такође учествовала у потопу и била је друга по Шведској у нивоу проузрокованог уништења. Са читавом пољском нацијом уништеном од Швеђана и Руса, Русија је успела да се дигне, подигне Руску Империју почетком 18. века и игра велику улогу у поделама Пољске у каснијој половини 18. века.